# Cossypha polioptera
La cosifa aligrís (Cossypha polioptera) es una especie de ave paseriforme de la familia Muscicapidae propia de África occidental, los montes que circuandan África central y los Grandes Lagos de África.  